# 祖式村
祖式村（そじきむら）は、島根県邑智郡にあった村。現在の大田市、邑智郡川本町の一部にあたる。

## 地理
大江高山の東麓に位置していた。
- 河川：祖式川[1]、南山川[1]、馬野原川[2]、君谷川[3]

## 歴史
- 1889年（明治22年）4月1日、町村制の施行により、邑智郡祖式村、川内村、小谷村（字本郷を除く）、馬野原村が合併して村制施行し、祖式村が発足[1][4]。
- 1924年（大正13年）9月、祖式郵便局開設[1]。
- 1933年（昭和8年）、祖式信用購買販売組合設立[1]。
- 1956年（昭和31年）9月30日、祖式村が二分割され、大字祖式が大田市に、残部（大字川内・小谷・馬野原）が邑智郡川本町にそれぞれ編入されて廃止[1][4]。

## 産業
- 林業、畜産[1]。